# يورانيوم-235
اليورانيوم 235 هو نظير لعنصر اليورانيوم -ذو العدد الذري رقم 92- ووزنه الذري 235. يوجد اليورانيوم في الطبيعة في صورة نظيرين مشعين هما اليورانيوم-235 واليورانيوم-238 الذي له الوزن الذري 238. ونسبة تواجد اليورانيوم-235 في اليورانيوم الخام يعادل 0.7 %، أي من كل 1000 ذرة من ذرات اليورانيوم نجد 7 ذرات فقط لليورانيوم-235، والباقي، أي 993 ذرة لليورانيوم-238. وتتميز نواة اليورانيوم-235 بشراهة كبيرة للنيوترونات حيث تمتصها ويحدث بينهما تفاعل يؤدي إلى انشطار نواة اليورانيوم-235 إلى جزئين متساويين تقريباً، مكونة عناصر جديدة يكون عددها الذري نحو 46 وزنها الذري نحو117. وعندما تنشطر نواة اليورانيوم-235 ينطلق منها أيضا في المتوسط عدد 2 من النيوترونات، والتي قد تتفاعل مع نوايا أخرى من اليورانيوم-235 في تفاعل يسمى التفاعل المتسلسل ، كما تنتج حرارة عالية .

## الانشطار النووي
الانشطار النووي لذرة اليورانيوم -235 يكون مصحوبا بإصدار طاقة قدرها 202.5 مليون إلكترون فولت (= 3.24 × 10−11 J) والتي تساوي 19.54 مول.

## اقرأ أيضا
- يورانيوم-233
- يورانيوم-236
- وقود نووي
- انشطار نووي
- بلوتونيوم-239
- سلاح نووي
- تقنية نووية
- سداسي فلوريد البلوتونيوم